# 謎樣日記
〈謎樣日記〉（英語：The Diary）是《探險活寶》第六季的第30集。在卡通頻道2015年2月26日播出。在這一集裡，老皮的兒子TV找到一本老舊的日記，並解開長達十年之久的謎團。